# Evangelische Kirche (Ozimek)

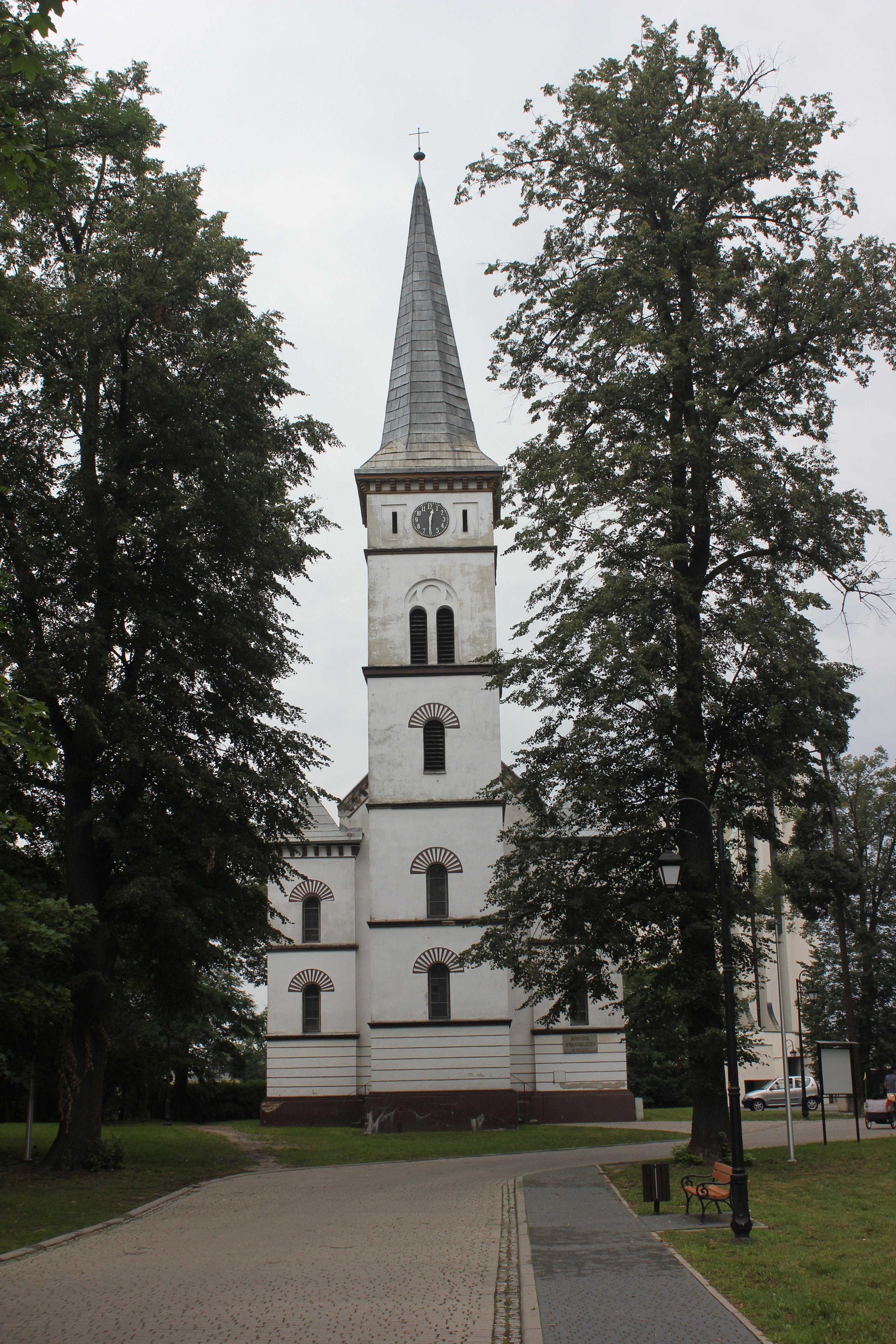
Vorderansicht

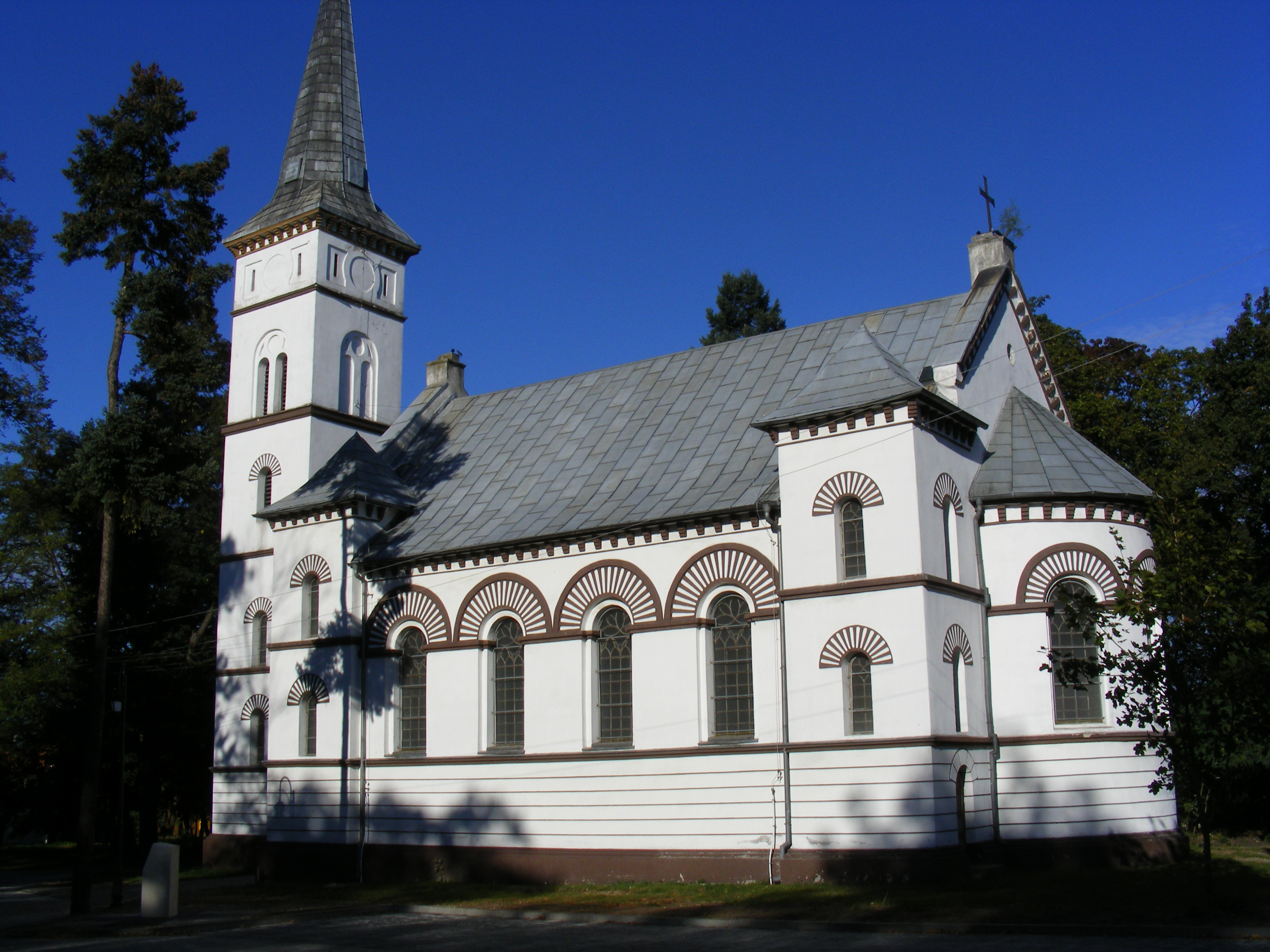
Ostansicht

Die Evangelische Kirche in Ozimek (deutsch: Malapane), einer Stadt in Polen, wurde im 19. Jahrhundert im historistischen Stil erbaut und ist nach Johannes dem Täufer benannt.
Sie befindet sich am nördlichen Ende einer (Straßen-)Achse, die ursprünglich von Südwesten nach Nordosten durch Malapane verlief.

## Geschichte
1768 entstand in Malapane eine eigenständige evangelische Pfarrgemeinde, die ab 1817 zum Kirchenkreis Oppeln in der Kirchenprovinz Schlesien der Evangelischen Kirche in den Königlich Preußischen Landen gehörte. Am 8. April 1821 wurde die nach Entwürfen von Karl Friedrich Schinkel im Rundbogenstil errichtete Kirche eingeweiht.
Der Bau erfolgte zunächst ohne Kirchturm, stattdessen wurde ein freistehender, hölzerner Glockenturm mit zwei Glocken errichtet. Am 19. September 1859 wurde der Grundstein für den Kirchturm gelegt, der 1860 fertiggestellt und eingeweiht wurde.
Im Inneren befand sich einst eine Ausstattung im neogotischen Stil, die in der örtlichen Malapaner Hütte gegossen wurden.
Beim Einmarsch der russischen Front in Malapane im Frühjahr 1945 wurde der Pastor der Gemeinde Günter Brun ermordet. Danach wurde kein neuer Pastor mehr eingesetzt. Die Kirchenmitglieder wurden durch den Pastor einer anderen evangelischen Kirche mitbetreut. Die Vertreibung führte zu einem Absinken der Anzahl an Protestanten, so dass die Gemeinde ihre Eigenständigkeit verlor und 1962 Filialkirche der evangelischen Gemeinde in Oppeln wurde.
1960 wurde die Kirche als Baudenkmal eingetragen. 1988 kam es in der Kirche zu einem Brand.

## Pastoren
- 1768–1814: Johann Christian Richter
- 1814–1858: Georg Friedrich Wilhelm Quint
- 1858–1894: Karl Friedrich Syring
- 1894–1904: Rudolf Preiser
- 1904–1928: Benno Braun
- 1929–1945: Günter Brun